# Feuerspritze

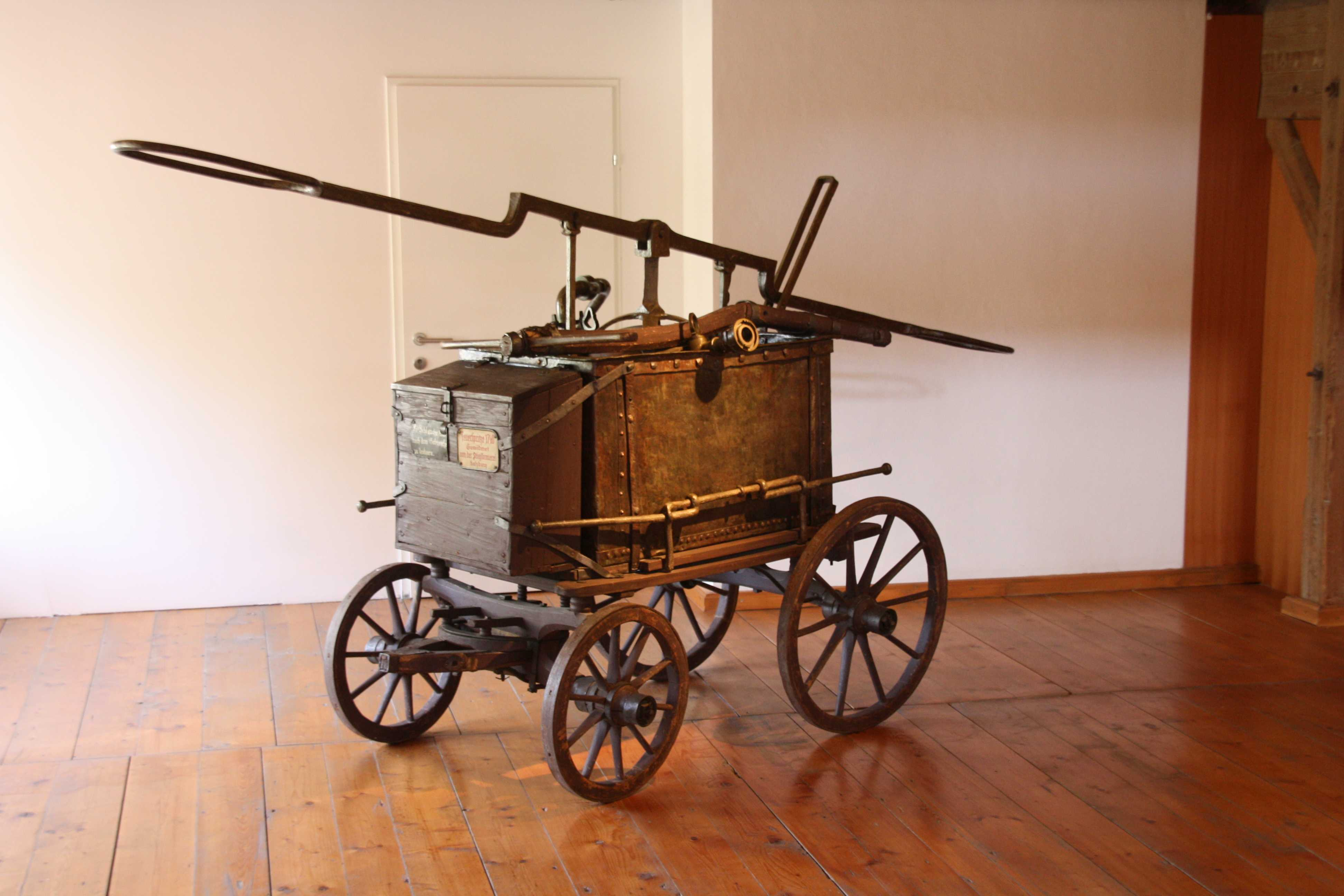
Feuerspritze von 1740 im Museum der Stieglbrauerei zu Salzburg

Eine Feuerspritze oder Handdruckspritze ist eine mit Muskelkraft betriebene Feuerlöschpumpe, die zur Brandbekämpfung verwendet wird.

## Geschichte

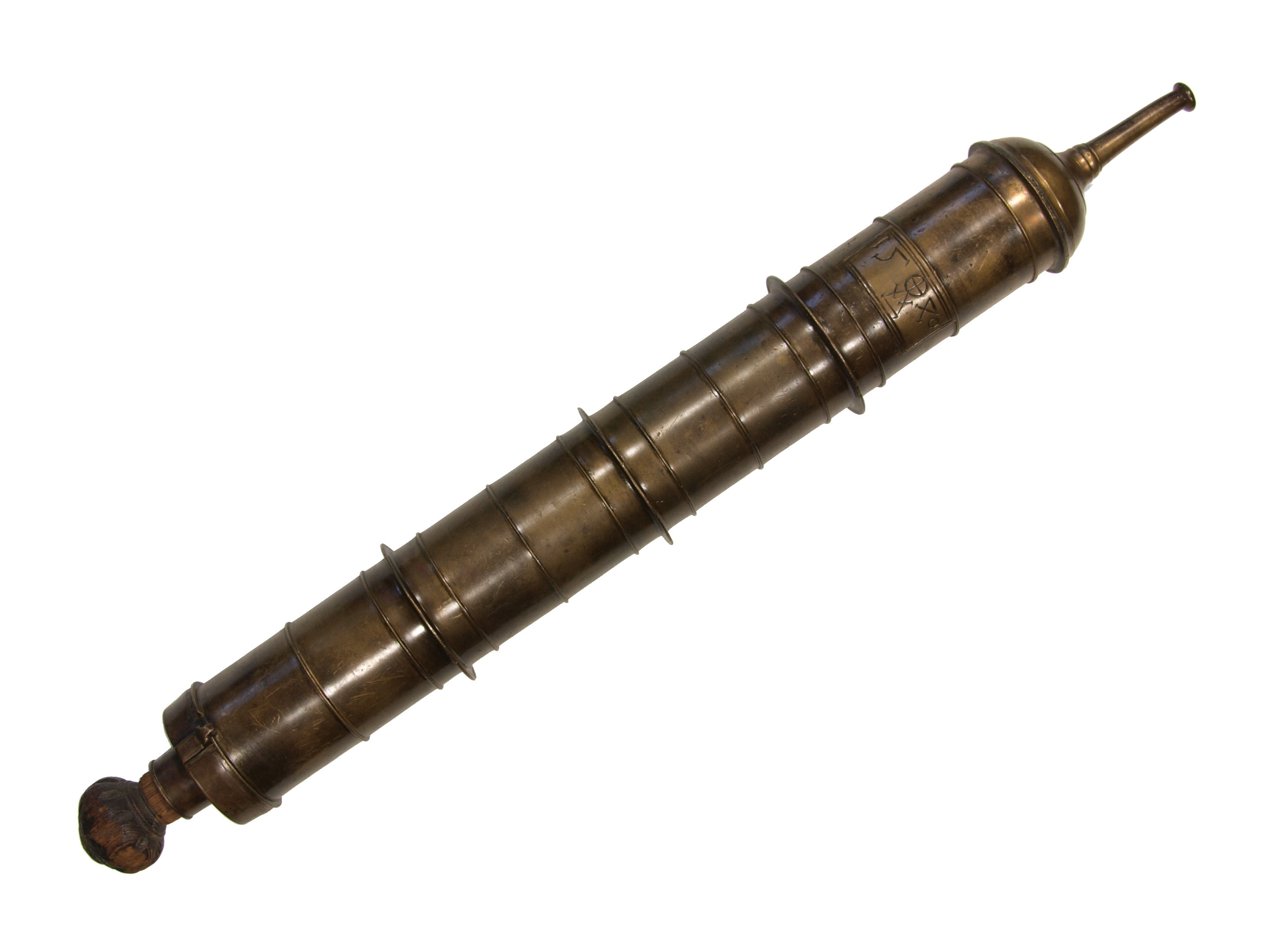
Feuerlöschspritze aus dem Jahr 1540

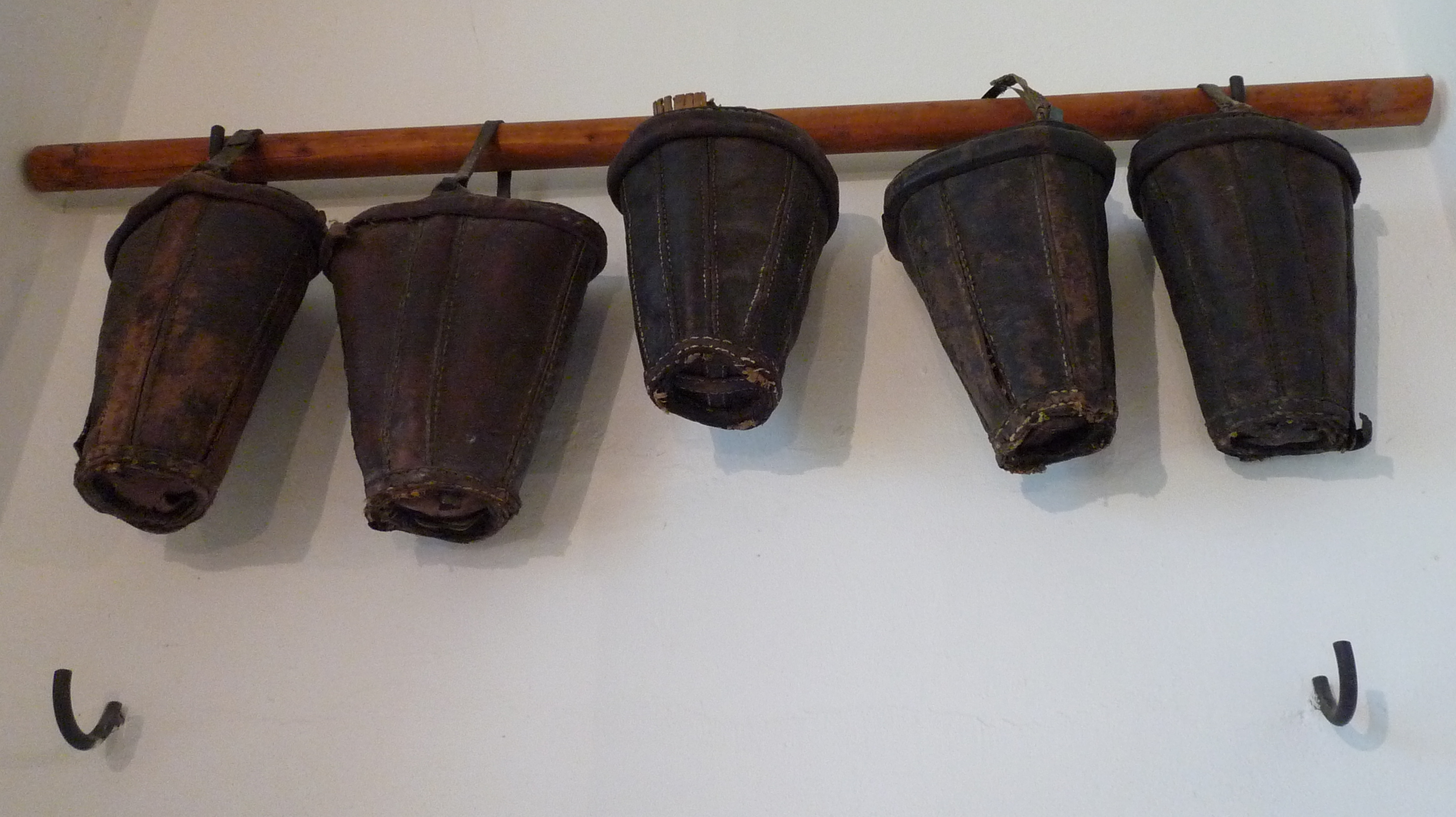
Lederne Feuereimer im Feuerwehrmuseum Salem

Die erste bekannte Feuerspritze wurde von Ktesibios im 3. Jahrhundert v. Chr. konstruiert.
Im antiken Rom gab es zunächst von reichen Geschäftsleuten, wie von Crassus, optimierte Feuerwehren, zu deren Ausrüstung neben Eimern, Einreißhaken und anderem auch eine Feuerspritze gehörte, die nach dem Prinzip der Druckpumpe funktionierte. Crassus rein privatwirtschaftlich agierende Truppe, die etwa 500 Sklaven ausgerüstet mit Eimern und Einreißhaken umfasste, trat erst nach der Annahme eines diktierten Kaufangebotes in Aktion (Plutarch, Crassus 2, 4). Crassus soll einen wesentlichen Teil seines legendären Vermögens diesem Geschäftsmodell verdankt haben. Unter Kaiser Augustus wurden die ersten öffentlichen Feuerwehren organisiert. Wie viele Erfindungen der Antike musste auch die Feuerspritze neu erfunden werden. Im Jahr 1518 baute der Augsburger Goldschmied Anton Platter, im Auftrag des Augsburger Stadtrates, eine große Feuerspritze. Diese Entwicklung war mit einem Kostenaufwand von 63 Gulden sehr teuer und zeigt, was eine effektive Feuerbekämpfung für frühneuzeitliche Städte für einen Wert hatte. Im Jahr 1650 gelang dem Nürnberger Zirkelschmied Hans Hautsch eine weitere Konstruktion. Hierbei pumpten etwa 16 bis 20 Mann mit einer Hebelstange das Wasser durch ein langes Holzrohr.

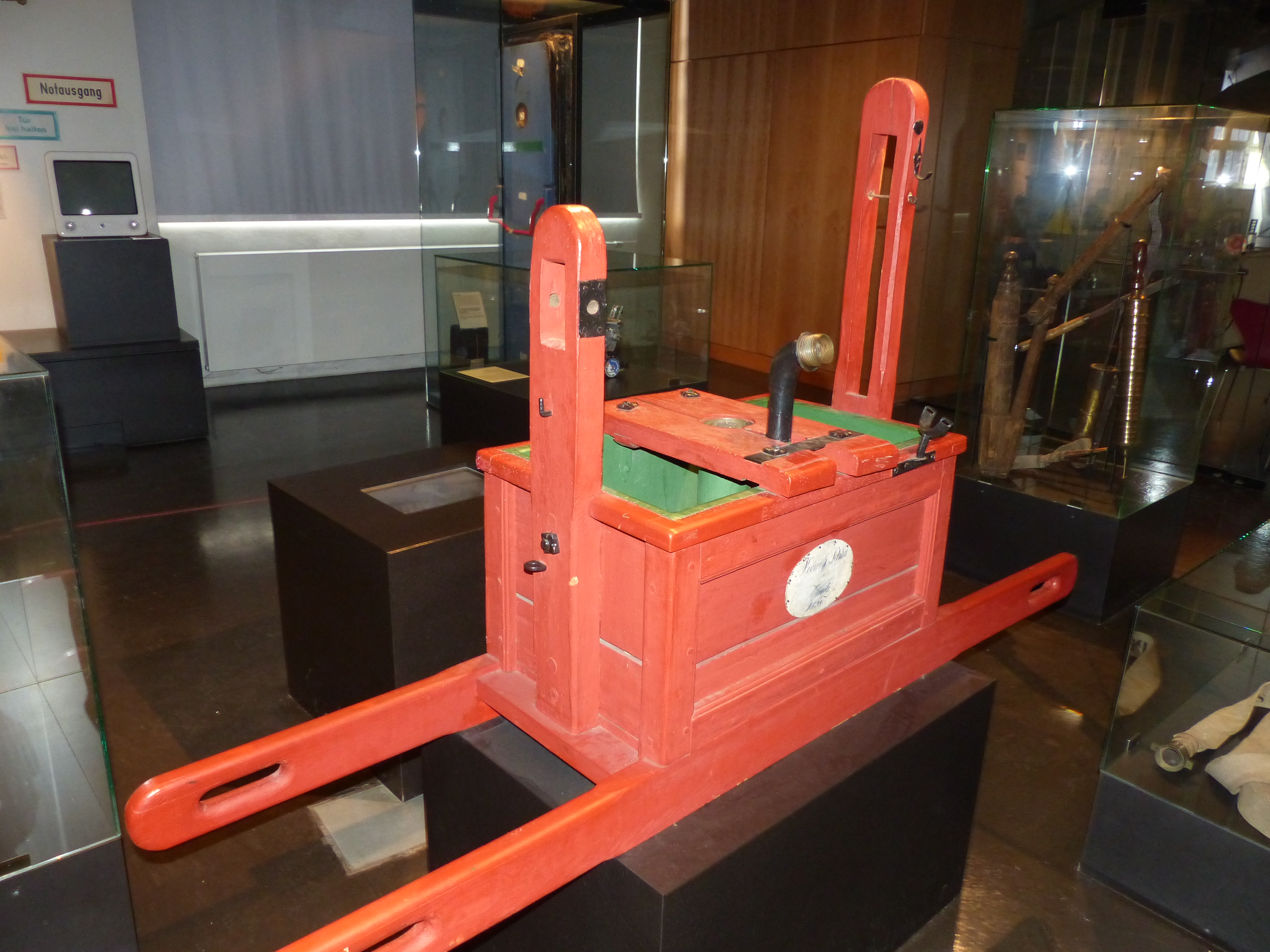
Handdruck-Kastenspritze um 1839

In früheren Zeiten bestand in allen Orten eine nachbarliche Löschhilfe. Diese umfasste im Fall eines Brandes den Einsatz aller Einwohner der betroffenen Gemeinde und der Nachbargemeinden. Brach in irgendeiner Gemeinde ein Feuer aus, so riefen ein paar schnelle Reiter Hilfe aus den Nachbardörfern herbei. Die einzige Einrichtung, mit der man das Wasser in die Glut schüttete, war von alten Zeiten her der lederne Feuereimer.
Um das Jahr 1600 wurden die ersten Handdruckspritzen gebaut, sie waren sehr primitiv und nicht immer einsatzfähig. Die früheste Abbildung einer Feuerspritze im Einsatz findet sich auf der Ortsansicht Singens in Meisners Schatzkästchen von 1624. Mit den frühen Feuerspritzen versuchte man ein Übergreifen des Brandes auf brandgefährdete, durch Wassereimer schwer zu erreichende Objekte zu verhindern. Ein direkter Löschversuch von Bränden oder Glut wurde in der Regel wegen der geringen Effizienz nicht ausgeführt. An der Funktionstüchtigkeit der Feuerspritzen hing daher viel, daher waren sie regelmäßig zu prüfen, entweder durch dazu eingeteiltes Personal oder im Rahmen von Übungen. Die Spritzen konnten tragbar oder mit Rädern ausgestattet sein. Eine Sonderform stellte die Abprotzspritze dar, bei der die tragbare Handdruckspritze auf einer Protze zum Einsatzort transportiert und dort abgeprotzt (abgesetzt) wurde.

Zeichnung der Patentschrift der Feuerlöschpumpe Ferdinand Leitenbergers von vor 1855

Diese Spritzen, im Volksmund häufig „Feuerspritzen“ genannt, waren für Dörfer Luxus, wenngleich beispielsweise die Regierung im Königreich Hannover unter dem 15. Oktober 1781 einleitend zu Papier brachte: „Bekanntermaßen hat Königliche Cammer seithero ganz beträchtliche Kosten zu Anschaffung brauchbarer in Noht-Fällen wirksamer Feuer-Sprützen bey allen Aemtern angewandt …“

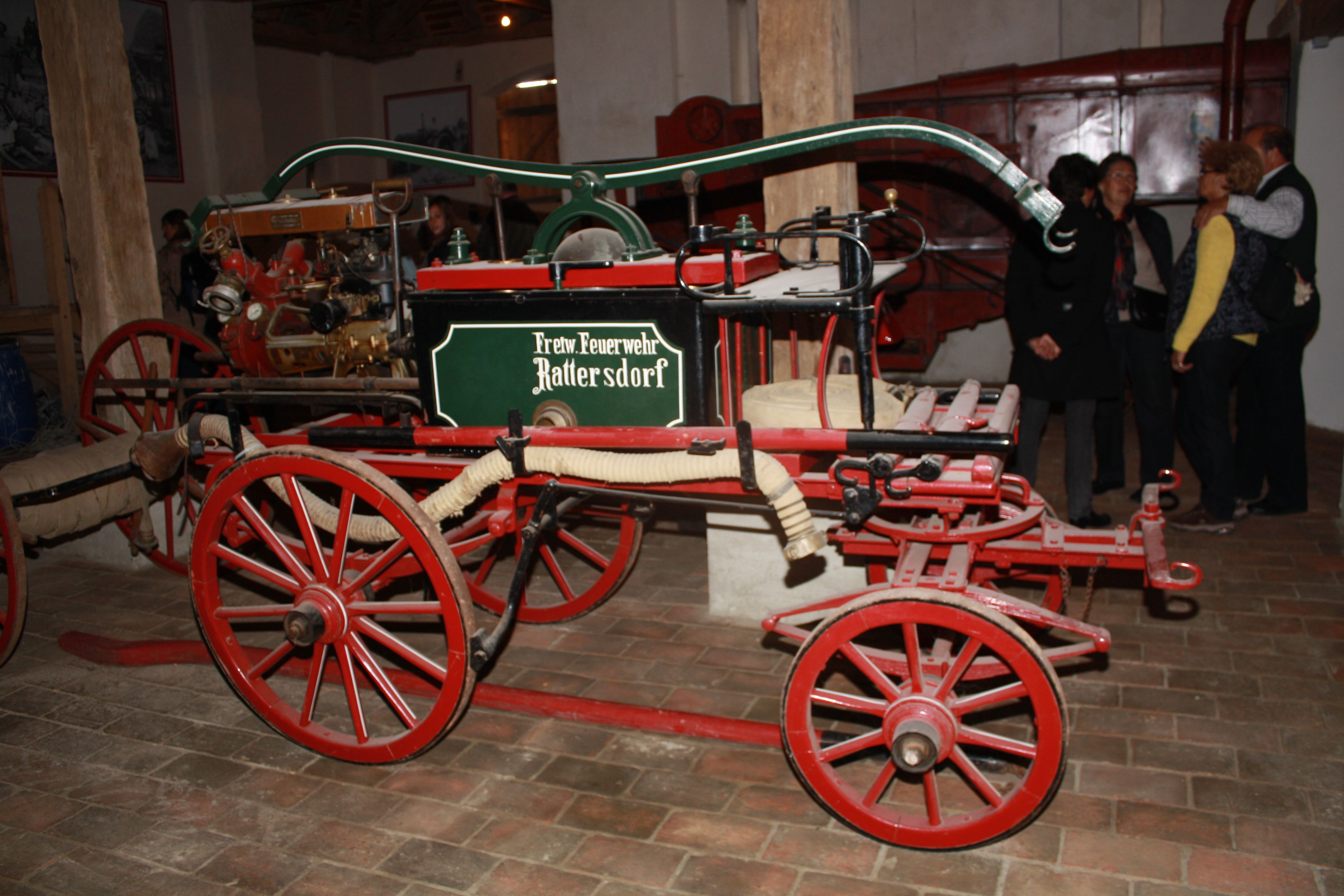
Hydrophor aus dem Jahr 1894, später ergänzt mit einer tragbaren Motorpumpe im Traktormuseum Traktorium in Drasenhofen

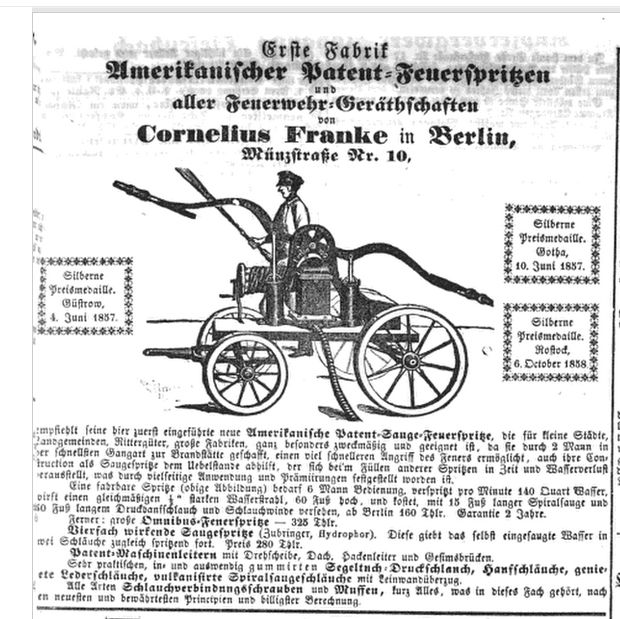
1859: Anzeige eines Berliner Herstellers von Feuerspritzen nach amerikanischem Muster

Von den Feuerwehren im Herzogtum Nassau wurden bis Ende des 19. Jahrhunderts hölzerne Druckspritzen benutzt. Weitere Geräte waren Stützleitern, Hakenleitern, Dachleitern und Feuereimer. Diese Eimer waren aus Leder oder Segeltuch gefertigt. Es kostete schon erhebliche Kraft, die Druckspritze zu bedienen, denn das Wasser musste mit Eimern in die Spritze geschüttet werden, da an dieser Spritze keine Saugvorrichtung vorhanden war. Es waren bis zu 15 Männer erforderlich, um das Wasser zur Brandstelle zu pumpen. Mitte bis Ende dieses Jahrhunderts setzten sich die Druck- und Saug-Feuerspritzen meist mit Wasserzubringer und herausnehmbaren Ventilen durch. Die Norm sah in der Zeit um das Jahr 1888 folgende Eigenschaften vor:
- 100 mm weite Zylinder
- bei 30 bis 35 Doppelhüben in der Minute eine Förderung von 170 bis 190 Liter Wasser
- 8 m Saughöhe
- 28 bis 29 m Strahlweite
- 23 m Strahlhöhe
- Verschraubung der Druckschläuche mit Normalgewinde
- Das Spritzwerk muss einem Wasserdruck von 12 kg auf den Quadratzentimeter drei Minuten widerstehen.

Mit der technischen Weiterentwicklung der Feuerlöschgeräte verloren die Feuerspritzen zunehmend ihre Aufgabe in der aktiven Brandbekämpfung. Heute sind jedoch noch viele Exemplare in Museen zu finden. Auch einige Feuerwehren pflegen noch ihre teils funktionstüchtigen Geräte.

## Erfinder und Hersteller von Feuerspritzen
Kupferschmiede waren seit jeher an der Erfindung, der Herstellung und der Reparatur von Feuerspritzen beteiligt. Diese mit Muskelkraft zu betreibenden Feuerlöschpumpen wurden zur Brandbekämpfung eingesetzt. Des Kupferwertes wegen nahm die Kupferschmiede auch alte Feuerspritzen in Zahlung. Ein bedeutender Hersteller von Feuerspritzen war Otto Hermann Koebe (1852–1932), der im Jahr 1878 in Luckenwalde eine Metallgießerei mit Kupferschmiede zur Pumpenherstellung gründete. Nach dem Neubau einer Fabrik im Industriegebiet stellte er die ersten Saug- und Druckspritzen her, später auch Dampfspritzen und Elektro-Motorspritzen, woraus sich das „Feuerlöschgerätewerk Hermann Koebe“ entwickelte. Für die Abprotzspritze „Triumph“, die von nur einem Mann bedient werden konnte, erhielt er am 3. März 1905 sein erstes Patent. Koebe-Produkte wurden weltweit eingesetzt.
Am 11. Juni 2008 feierte das Unternehmen sein 130-jähriges Firmenjubiläum.
Beispiele von Erfindungen, Herstellungen und Reparaturen (Auswahl)
- 1702 kauft die Stadt Bad Säckingen einer Feuerspritze von dem Kupferschmied Michael Costanzer, Bürger zu Biberach an der Riß.[8]

- 1722 lieferte der Feuerspritzenmacher und Kupferschmied Noa Kurt Hardten aus Biberach an der Rieß dem Klosteramt Maulbronn seine erste „einfache mittelmässige grosse Feuerspritze“ zum Preis von 180 Gulden, einschließlich Lederschläuchen.[9]

- Hans Jakob Wirz (1705–1764), Kupferschmied und Obmann, erfand ein Pumpwerk sowie eine Feuerspritze, die zugleich als Schlag-, Wend-, und Schlauchspritze gebraucht werden konnte. 1741 erteilte ihm der Rat das obrigkeitliche Privileg für die Herstellung solcher Spritzen im Kanton Zürich innerhalb der nächsten 25 Jahre. 1746 erhielt er vom Stadtrat den Auftrag, acht neue Schlauchspritzen zu liefern. 1760 unterstützte er den Torfabbau in den Basler Landgemeinden, indem er zu diesem Zweck Wasserpumpen einrichtete.[10]

- Der Kupferschmied Anton Offburger aus Engen/Hegau fertigte 1792 eine Feuerspritze für den Betreiber des Wirtshaus Krone in Tiefenstein, Johann Mayer (1756–1816). Dieser beauftragte einen Maler damit, auf der Vorderseite der Feuerspritze folgenden Spruch aufzutragen: Gegenwärtige Feuerspritzen ist dem Herrn Johannes Mayer Wirth auf dem Eisenhammer in Diefenstein gehörig nächst Gerwihl 1792. Die Feuerspritze ist Teil einer Sonderausstellung im Görwihler Heimatmuseum.[11]

- Johann Conrad Fischer (1773–1854), ließ sich im väterlichen Betrieb zum Kupferschmied und Feuerspritzenmacher ausbilden.[12] Seit 1760 fertigte man dort Feuerspritzen. Beispiele: 1820 eine Feuerspritze für die Gemeinde Uesslingen[13]; 1824 eine Feuerspritze (Einzelstück)[14]; 1824 eine Feuerspritze (Einzelstück) an die Gemeinde Altdorf.[15]; 1825 eine Handfeuerwehrspritze.[16] Die während seiner Zeit als Unternehmer hergestellten Feuerspritzen sind in seinen Tagebüchern aufgeführt.[17]

- 1818 fertigte der in Schweinfurt ansässige Kupferschmied Christof Ernst Krackhardt eine Handdruckspritze. Diese wurde in einem kleinen Dorf im Steigerwald gefunden und dem Feuerwehrmuseum Mechenried zur Ausstellung übergeben.[18] 1824/25 konstruierte Krackhardt für die Schweinfurter Feuerwehr zwei neue mit Windblasen versehene Tragspritzen um fl.280 und fl.240 und nahm dafür zwei alte, stoßweise arbeitende Spritzen um fl.75 zurück.[19]

- Im Sommer 1828 hatte der Gemeinderat von Wädenswil den Mechaniker Ulrich Schenk (1786–1845) aus Worblaufen mit dem Bau der neuen Spritze beauftragt. An Martini sollte das Gerät eintreffen. Der Winter hielt Einzug und noch immer warteten die Wädenswiler auf die bestellte Feuerspritze. Der hiesige Kupferschmied Suter traute dem Berner Mechaniker nicht mehr und fertigte auf eigene Rechnung eine Feuerspritze an. Diese wurde im Dezember 1828 in Betrieb genommen.[20]

- 1844 erhielt der Kupferschmied Johann Georg Storz aus Tuttlingen in Württemberg eine Patenturkunde für eine Feuerwehrspritze. Er beschreibt seine Pumpe derart, dass sie sowohl bei Hub als auch bei Druck Wasser ansaugen würde.[21]

- Ab den 1880er Jahren wurden Handdruckspritzen Deutscher Hersteller in Japan nachgebaut.[22][23][24]